# Kiến An (xã)
Kiến An là một xã thuộc huyện Chợ Mới, tỉnh An Giang, Việt Nam.

## Địa lý
Xã Kiến An nằm ở phía Bắc thuộc huyện Chợ Mới, có vị trí địa lý:
- Phía đông bắc giáp cù lao Tây thuộc tỉnh Đồng Tháp qua sông Tiền
- Phía tây bắc giáp huyện Phú Tân qua sông Vàm Nao
- Phía tây và tây nam giáp xã Mỹ Hội Đông
- Phía đông giáp thị trấn Chợ Mới qua rạch Ông Chưởng
- Phía đông nam giáp xã Kiến Thành.[4]

Xã Kiến An có diện tích 25,25 km², dân số năm 2019 là 25.444 người, mật độ dân số đạt 1.008 người/km².
Tổng diện tích tự nhiên là 2.524,79 ha, trong đó diện tích đất nông nghiệp là 1.927,79 ha (diện tich đất trồng lúa 670ha, trồng hoa màu 795ha, cây ăn trái 119ha, đất nuôi trồng thuỷ sản 44ha, còn lại 299,79ha đất nông nghiệp khác). 
Xã Kiến An có 2 con sông lớn chảy qua là sông Tiền và sông Vàm Nao. Ngoài ra còn có rạch Ông Chưởng và một số kênh nhỏ (Xã Niếu, Đồng Tân, Cà Mau, Chăn Cà Na, Cầu Cống, Ông Tỏ,...)

## Hành chính
Xã Kiến An được chia thành 12 ấp: Kiến Bình I, Kiến Bình II, Hòa Thượng, Hòa Bình, Hòa Trung, Hòa Hạ, Long Thượng, Long Bình, Long Hạ, Phú Thượng I, Phú Thượng II, Phú Thượng III.
Trung tâm hành chính xã được đặt tại ấp Kiến Bình I.

## Lịch sử
Kiến An là một xã đã có từ lâu đời tại huyện Chợ Mới với tên gọi ban đầu là làng Kiến Long (bao gồm cả xã Kiến An, Kiến Thành, Long Điền A, Long Điền B và thị trấn Chợ Mới ngày nay).
Làng Kiến Long tách thành làng Kiến An và Long Điền. Kiến An từng có một thời gian làm quận lỵ quận Chợ Mới (Sau này quận lỵ được chuyển sang làng Long Điền).
Năm 1836, làng Kiến Long trực thuộc tổng An Toàn, huyện Đông Xuyên, phủ Tuy Biên, tỉnh An Giang.
Năm 1897, làng Kiến An thuộc tổng Định Hòa, hạt tham biện Long Xuyên.
Năm 1917, thực dân Pháp thành lập quận Chợ Mới thuộc tỉnh Long Xuyên. Làng Kiến An thuộc tổng Định Hòa, quận Chợ Mới. Kiến An vẫn luôn thuộc về Chợ Mới từ lúc đó đến nay.
Sau Cách mạng tháng Tám năm 1945, Ủy ban Kháng chiến Hành chánh Nam bộ chủ trương bỏ cấp tổng, bỏ đơn vị làng, thống nhất gọi là xã, đồng thời bỏ danh xưng quận, gọi thay thế bằng huyện.
Năm 1948, xã Kiến An thuộc huyện Chợ Mới, tỉnh Long Châu Tiền.
Năm 1951, xã Kiến An thuộc huyện Chợ Mới, tỉnh Long Châu Sa.
Năm 1954, xã Kiến An cùng huyện Chợ Mới quay về tỉnh Long Xuyên như cũ.
Năm 1965, chính quyền Cách mạng giao huyện Chợ Mới về tỉnh Kiến Phong. Xã Kiến An thuộc tỉnh Kiến Phong.
Tháng 5 năm 1974, Trung ương Cục miền Nam quyết định giải thể các tỉnh Kiến Phong và An Giang để tái lập các tỉnh Long Châu Tiền và tỉnh Sa Đéc. Lúc này, xã Kiến An cùng huyện Chợ Mới thuộc tỉnh Sa Đéc.
Tháng 2 tháng 1976, xã Kiến An cùng huyện Chợ Mới trở lại thuộc tỉnh An Giang cho đến ngày nay.
Ngày 25 tháng 4 năm 1979, Hội đồng Chính phủ ban hành Quyết định số 181-CP về việc điều chỉnh địa giới một số xã thuộc huyện Chợ Mới, tỉnh An Giang trong đó có xã Kiến An: Tách các ấp Phú Hạ 1, Phú Hạ 2, Kiến Quới 1, Kiến Quới 2, Kiến Thuận 1, Kiến Thuận 2, Kiến Hưng 1 và Kiến Hưng 2 của xã Kiến An lập thành một xã lấy tên là xã Kiến Thành.

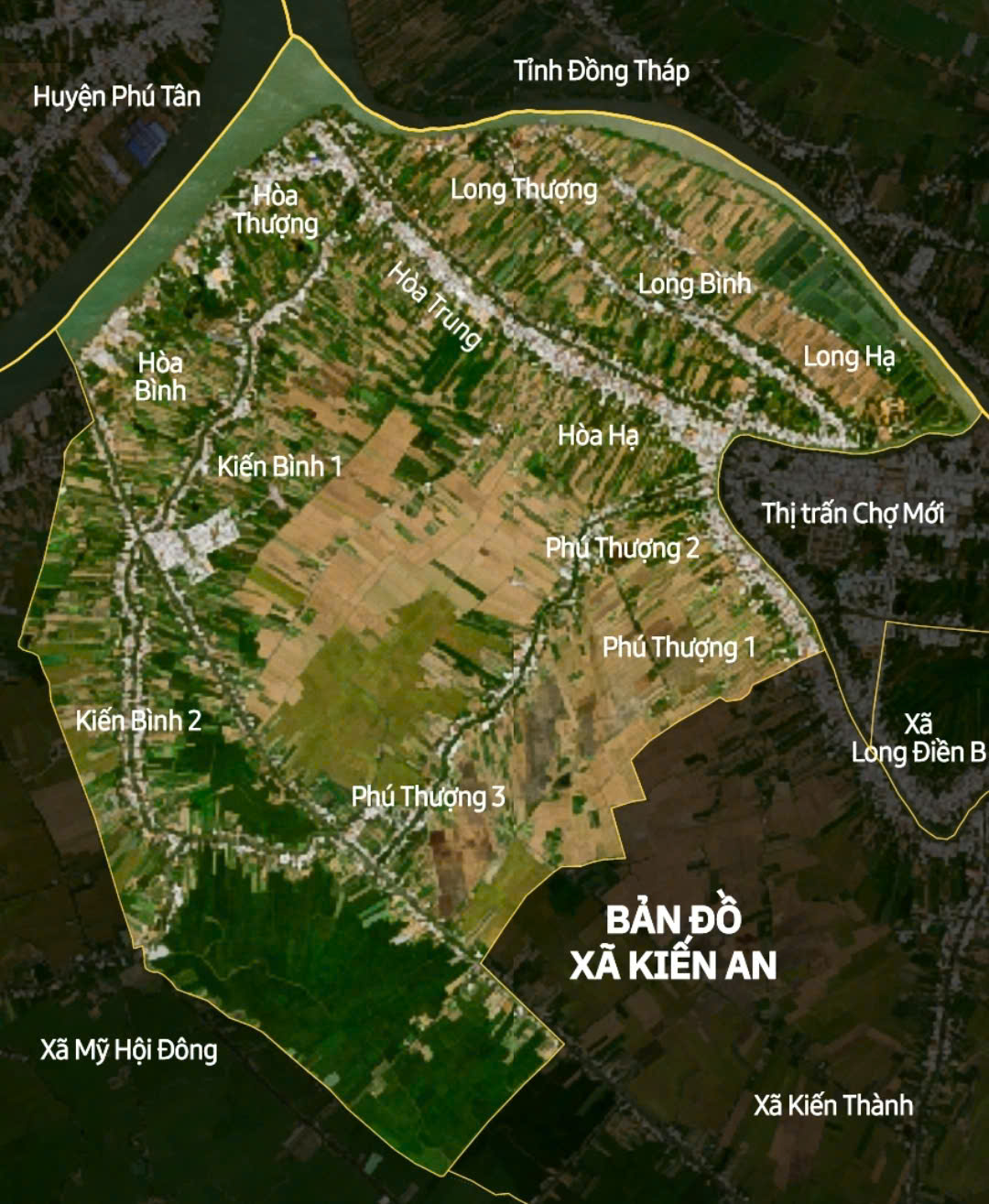
Bản đồ xã Kiến An

Ngày 19 tháng 12 năm 2019, Bộ Xây dựng ban hành Quyết định 1059/QĐ-BXD về việc công nhận thị trấn Chợ Mới mở rộng (gồm thị trấn Chợ Mới và một phần các xã: Long Điền A, Long Điền B, Kiến Thành và Kiến An) là đô thị loại IV. 
Ngày 31 tháng 12 năm 2019, xã Kiến An được UBND tỉnh An Giang công nhận là xã đạt chuẩn nông thôn mới.

## Dân cư
- Trên địa bàn xã có tổng cộng 7.325 hộ, dân số 25.415 người, mật độ dân số 1.008 người/km2 [4]. Đây là xã đông dân nhất huyện Chợ Mới và tỉnh An Giang.
- Thành phần dân tộc: Dân tộc Kinh 99,93%, dân tộc Hoa 0,04%, dân tộc Khơ-me 0,03%, dân tộc Chăm 0,03%.
- Thành phần tôn giáo: Phật giáo Hòa Hảo chiếm 75,48%, Phật giáo chiếm 17,52%, Cao Đài chiếm 0,94%, Tứ Ân Hiếu Nghĩa chiếm 0,11%, Bửu Sơn Kỳ Hương chiếm 0,14%, còn lại tôn giáo khác.[4]

## Kinh tế - Xã hội
- Hiện tuyến Tỉnh lộ 942 qua địa bàn xã đã được nâng cấp thành Quốc lộ 80B. Tuyến QL80B bắt đầu qua địa bàn xã từ cầu Ông Chưởng (nối với thị trấn Chợ Mới qua rạch Ông Chưởng) đến bến phà Thuận Giang (qua sông Vàm Nao nối với huyện Phú Tân). [8]
- Kiến An có 2 chợ chính là chợ Kiến An (ấp Hòa Hạ) và chợ Trung tâm Kiến Bình (ấp Kiến Bình I) cùng với 54 vựa nông sản lớn nhỏ.[4]
- Toàn xã có 1.279 cơ sở công nghiệp, tiểu thủ công nghiệp, thương mại, dịch vụ hoạt động sản xuất kinh doanh, giải quyết việc làm cho 2.261 lao động địa phương, người dân chủ yếu sinh sống bằng nông nghiệp là chính. [4]
- Lao động có việc làm thường xuyên chiếm 93,29% trong độ tuổi có khả năng lao động, trong đó có 71,33% lao động có tay nghề, trình độ.[4]

- Trên địa bàn xã có 5 đình, chùa gồm: đình Kiến An (ấp Hòa Hạ), dinh Nguyễn Hữu Cảnh (ấp Phú Thượng I), chùa Ghe Sáu (Bửu Sơn Tự) (ấp Long Bình), Chùa Cố (An Long Cổ Tự) (ấp Phú Thượng I), phủ thờ Ông Ba Nguyễn Văn Thới (ấp Hòa Bình). [4]
- Xã có 05 trường học gồm: 01 trường THCS là trường THCS Lê Triệu Kiết, 3 trường Tiểu học ("A", "B", "C" Kiến An), 01 trường Mẫu giáo. [4]